# Eucalyptus singularis
Eucalyptus singularis là một loài thực vật có hoa trong Họ Đào kim nương. Loài này được L.A.S.Johnson & D.F.Blaxell mô tả khoa học đầu tiên năm 2001.